# Rábacsécsény
Rábacsécsény è un comune di 580 abitanti situato nella contea di Győr-Moson-Sopron, nell'Ungheria nordoccidentale.